# Figge Holmberg
Karl Krister "Figge" Holmberg, född 13 december 1942 i Solna, död 29 maj 2021 i Stockholm, var en svensk skådespelare, musiker och ljussättare.
Holmberg, som var son till civilingenjör Gunnar Holmberg och Anna Elisabet Boman, var från 1960-talet verksam vid Narrenteatern i Stockholm och medverkade under 1970-talet på skivinspelningar med bland annat denna teatergrupp, Bella ciao-gruppen och Musikteatergruppen Ariel. Han verkade även vid Pistolteatern, Fågel Blå, Västanå teater och vid Teater Brunnsgatan Fyra under Kristina Lugns ledning. Han deltog dessutom i Tältprojektet 1977. Han gjorde sig dock mest känd som mångårig ljussättare vid Oktoberteatern i Södertälje, där han började arbeta i början av 1980-talet.  Han tilldelades Länstidningen Södertäljes kulturpris 1996.